# Szabad licenc
A szabad licenc kifejezés a jogtulajdonos által kiadott hivatalos engedélyt jelenti, mely biztosítja, hogy a licencelt szellemi termék szabadon felhasználható. Változatos licencszerződési formák léteznek,  leggyakoribb formája a számítástechnikában használatos szoftverek licencelése.
A fogalmat a szerzői jogilag védett, zárt forráskódú, kereskedelmi licencekkel szemben használjuk, azoktól való megkülönböztetésre. (A legtöbb szabad licenc ezen túl igyekszik biztosítani a védjegyek és egyéb iparjogvédelmi kötöttségektől való mentességet is.)
A „szabad” értelmezése ebben a környezetben fontos: szabad az, amit bárki jelentős korlátozások nélkül:
- felhasználhat (program esetén például futtathat);
- tanulmányozhat; működését (forráskódját) megvizsgálhatja;
- lemásolhat;
- módosíthat;
- a módosított változatokat publikálhatja.

A szabad licenceknek három fő irányát különböztetjük meg:
- Közkincs – amiknek a szerzői oltalmi ideje lejárt, vagy a készítőjük azt közkincsnek nyilvánította.
- BSD-jellegű licencek – melyek az eredeti BSD-rendszerről kapták nevüket; lényegük, hogy a szerző megtartja szerzői jogát azon célból, hogy kijelenthesse azt, hogy nem felelős a szoftver életéért, valamint hogy joga legyen nevének feltüntetéséhez; lehetővé teszi a licencelt szoftver akár zárt forráskódú felhasználását is.
- Copyleft – ezen licencek legismertebbike a GNU nyilvános licenc. Ezen licencek szintén megőrzik a készítő jogait azon célból, hogy biztosítsák, hogy a szoftver minden változata szabad maradjon.

## Creative Commons
A Creative Commons kezdeményezés lényege az, hogy bármilyen igényre nyújtson egy egyszerűen érthető, mégis jogilag stabil licencet. A CC licencek igyekeznek lefedni a szabad licencek minden irányzatát.
Nagyon fontos tudni, hogy nem minden Creative Commons licenc szabad licenc: az ND (NoDerivs - Ne módosítsd) és az NC (NonCommercial - Csak magánfelhasználásra) paraméterű licencek nem szabadok.